# James Gbilee
James Gbilee (sinh ngày 2 tháng 5 năm 1983) là một cầu thủ bóng đá người Liberia. Anh hiện tại thi đấu cho Kalighat MS ở I-League 2nd Division ở Ấn Độ.

## Vị trí
Anh cũng có thể chơi ở vị trí tiền vệ hoặc tiền đạo.